# Catedral Nossa Senhora da Glória

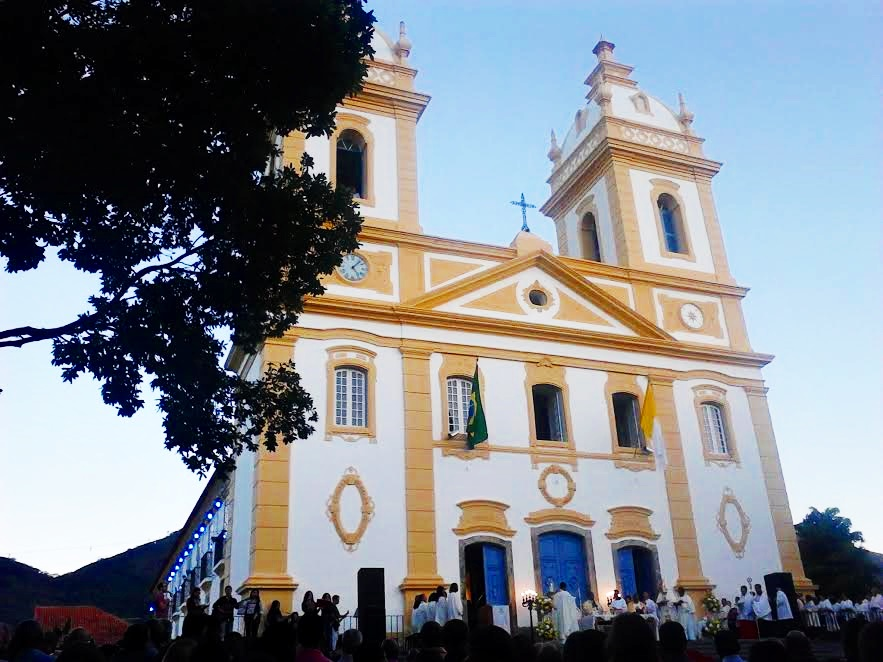
Catedral de Nossa Senhora da Glória de Valença

A Catedral de Nossa Senhora da Glória, localizada no município fluminense de Valença, é um dos principais marcos históricos e culturais da região.  Sua origem remonta aos primórdios da formação da cidade, sendo considerada um dos mais importantes patrimônios artísticos, históricos e religiosos do Vale do Café.

## História
A história da catedral está intimamente ligada à origem de Valença. Em 1803, a Aldeia de Nossa Senhora da Glória foi oficialmente fundada sob os auspícios da religião católica, por ordem do Vice-Rei Dom Fernando José de Portugal. Nesse período, foi autorizada a construção de um templo para os índios Coroados, anteriormente atendidos em uma capela de estrutura simples, feita de madeira, cipó e palha.
Em 1820, iniciou-se a construção da nova igreja matriz em pedra e cal, sob a liderança do Padre Joaquim Cláudio de Mendonça, com apoio da comunidade local. Em 1825, o templo foi parcialmente concluído, permitindo a realização de celebrações religiosas.
Entre 1832 e 1837, o corpo principal da igreja foi edificado, com recursos provenientes de subscrições e loterias promovidas pelos moradores e pela Província do Rio de Janeiro. Em 1857, o consistório e as obras de talha foram concluídos, e a igreja foi dourada sob a liderança do Major Antônio Leite Pinto.

## Arquitetura
A catedral apresenta uma combinação de estilos arquitetônicos que refletem sua evolução ao longo dos séculos. Originalmente projetada em estilo colonial, passou por sucessivas modificações que incorporaram elementos neoclássicos e ecléticos.
Sua planta segue o esquema tradicional das igrejas do século XVIII, com nave central e dois corredores laterais. A fachada, remodelada em 1917, exibe características do estilo eclético, enquanto o interior conserva as linhas originais do neoclássico.
As torres, que inicialmente não faziam parte do projeto, foram adicionadas em 1874. Uma delas recebeu um relógio francês, doado pelo comerciante Manoel José Vieira. Contudo, devido ao estado de deterioração, as torres foram demolidas em 1911 e reconstruídas em 1917, conferindo à igreja o aspecto que possui atualmente.

## Importância Cultural e Religiosa
Ao longo de sua história, a Catedral de Nossa Senhora da Glória desempenhou um papel central na vida religiosa e social de Valença. Foi palco de batismos, casamentos, crismas e missas de corpo presente, sendo um símbolo da presença e da continuidade da fé católica na região.
Em 2004, a catedral passou por uma ampla restauração, resgatando sua beleza original e preservando seu rico acervo histórico e artístico. Atualmente, o templo se impõe à cidade do alto de uma ladeira, acessível por uma escadaria de cimento na fachada e de cantaria na lateral.
A Catedral de Nossa Senhora da Glória é um patrimônio histórico tombado pelo Instituto Estadual do Patrimônio Cultural.